# Haunted Mansion (2023)
Haunted Mansion is een Amerikaanse Horrorfilm-filmkomedie uit 2023, de film is onder de regie van Justin Simien en onder het scenario van Katie Dippold, De film is gebaseerd op de gelijknamige attractie bedacht door Walt Disney, hoofdrollen worden onder andere gespeeld door Lakeith Stanfield, Tiffany Haddish, Owen Wilson, Danny DeVito, Rosario Dawson, Dan Levy, Jamie Lee Curtis en Jared Leto.

## Verhaal
Een alleenstaande moeder genaamd Gabbie en haar 9-jarige zoon, die op zoek zijn naar een nieuw leven, verhuizen naar een vreemd betaalbaar herenhuis in New Orleans, maar ontdekken dat de plek veel meer is dan ze hadden verwacht. Wanhopig op zoek naar hulp, nemen ze contact op met een priester, die op zijn beurt de hulp inroept van een weduwe wetenschapper die paranormaal expert is geworden, een paranormaal begaafde en een excentrieke historicus om te helpen het landhuis uit te drijven .

## Rolverdeling
| Acteur            | Personage      |
| ----------------- | -------------- |
| Lakeith Stanfield | Ben Matthias   |
| Rosario Dawson    | Gabbie         |
| Chase Dillon      | Travis         |
| Owen Wilson       | Father Kent    |
| Tiffany Haddish   | Harriet        |
| Danny DeVito      | Bruce Davis    |
| Dan Levy          | Vic            |
| Jamie Lee Curtis  | Madame Leota   |
| Jared Leto        | Alistair Crump |

## Productie
In juli 2010 werd bekend dat Guillermo del Toro de scenarioschrijver en producent van de nieuwe film zou zijn. In een interview verklaarde Del Toro dat de film zich niet in de echte wereld zal afspelen, maar in augmented reality, en dat een van de hoofdpersonen de Hatbox Ghost zal zijn. De film zal "tegelijkertijd eng en grappig zijn, maar eng zal eng zijn". In augustus 2012 diende del Toro zijn definitieve PG-13-script in bij Walt Disney Studios. In juli 2013 kondigde del Toro aan dat hij het project niet langer regisseerde, maar co-schrijver en uitvoerend producent bleef. In april 2015 was Ryan Gosling in gesprek voor een rol in het project.
In augustus 2020 werd Kathy Dippold ingeschakeld om een nieuw script te schrijven nadat was besloten dat het script van del Toro te eng was voor een familiepubliek. In juli 2021 werd Justin Simien officieel bevestigd als directeur
De opnames vonden plaats van half oktober 2021 tot eind februari 2022 in New Orleans en Atlanta, Op 14 januari 2022 kwam Haddish in juridische problemen nadat hij was gearresteerd op beschuldiging van rijden onder invloed terwijl de film nog aan het filmen was in Georgia.

## Release
Haunted Mansion ging in première op 15 juli 2023 in Disneyland in Anaheim, Californië, Op 26 juli 2023 verscheen de film zowel wereldwijd in de bioscopen.